# Salon international du livre de Québec
Der Salon international du livre de Québec (SILQ) ist eine jährlich stattfindende, französischsprachige Buchmesse in der kanadischen Stadt Québec.
Das erstmals im Jahr 1999 durchgeführte Festival findet jeweils Anfang April im Kongresszentrum von Québec statt und dauert fünf Tage. Seit 2005 darin eingebunden ist das Festival de la bande dessinée francophone de Québec, das älteste und größte Comicfestival Nordamerikas für französischsprachige Publikationen. Im Jahr 2012 wurden am SILQ 66.000 Besucher gezählt; vertreten waren 877 Verlage und 961 Autoren.
Beim SILQ werden mehrere Literaturpreise vergeben, darunter:
- Prix littéraire ville de Québec (Literaturpreis der Stadt Québec, je eine Erwachsenen- und Jugendkategorie)
- Prix Champlain (für frankophone Autoren in Nordamerika, die außerhalb der Provinz Québec leben)
- Prix littéraire des collégiens (Preis für das beste Werk eines Studierenden)
- Prix littéraire Adrienne-Choquette (Preis für beste Kurzgeschichte)
- Prix Alibis (Preis für den besten Kriminalroman)
- Prix jeunesse des univers parallèles (Jugendliteraturpreis im Bereich Science-Fiction/Fantasy)